# 대지 (1937년 영화)
《대지》(The Good Earth)는 미국에서 제작된 시드니 프랭클린 감독의 1937년 드라마 영화이다. 노벨상 수상 저자 펄 S. 벅의 1931년 동명의 소설 《대지》에 기반을 둔다. 폴 무니 등이 주연으로 출연하였고 어빙 탈버그 등이 제작에 참여하였다.

## 출연

### 주연
- 폴 무니 - Wang역
- 루이즈 라이너 - O-Lan 역

### 조연
- 월터 코놀리 - Uncle 역
- 틸리 로쉬 - Lotus 역
- 찰리 그레이프 - Old Father 역
- 제시 랠프 - Cuckoo 역

## 기타
- 원작자: 펄벅
- 협력프로듀서: 앨버트 루인
- 미술: 세드릭 기븐스

## 같이 보기
- 화이트워싱